# Underwurlde
Underwurlde ist ein 1984 unter dem Firebird-Software-Label veröffentlichtes 2D-Jump-’n’-Run-Computerspiel, das für Commodore 64 und Sinclair ZX Spectrum erschien. Underwurlde war der offizielle Nachfolger des Spiels Sabre Wulf, ein Nachfolger erschien im selben Jahr unter dem Titel Knight Lore.

## Beschreibung
Es ist ein zwischen den Räumen umschaltendes Jump ’n’ run, in dem der Spieler mit erst noch zu findenden Waffen drei Wächter beseitigen muss, um mit dem Protagonisten Sabre-Man aus einem finsteren Schloss und den Höhlen darunter zu entkommen. Ein interessanter Unterschied zu anderen ähnlichen Spielen war, dass die Kollision mit den Gegnern, die die Anleitung als Harpyen und Gargoyles beschrieb, nicht tödlich war, sondern nur dazu führte, dass das Heldensprite durch die Luft gewirbelt wurde. Dies konnte jedoch schnell zu einem unkontrollierten Sturz in einen der vielen Abgründe führen, was die einzige Möglichkeit im Spiel war, umzukommen.
Die Grafik zeichnete sich, wie bei vielen der Spiele, die damals sowohl für C64 als auch für Spectrum veröffentlicht wurden (z. B. Jet-Set Willy oder Sabre Wulf), durch einen interessanten minimalistisch-surrealen Stil aus.